# Sierra de Luna
Sierra de Luna là một đô thị ở tỉnh Zaragoza, Aragon, Tây Ban Nha. Theo điều tra dân số 2004 của Viện thống kê Tây Ban Nha (INE), đô thị này có dân số là 269 người. Diện tích đô thị này là 43 ki-lô-mét vuông. Đô thị này nằm ở độ cao 462 m trên mực nước biển.

## Biến động dân số
Dữ liệu dân số Sierra de Luna giai đoạn 1842 và 2006:
| Biến động dân số của Sierra de Luna từ năm 1842 đến năm 2006 |      |      |      |      |      |      |      |      |      |      |      |      |      |      |      |
| 1842                                                         | 1877 | 1887 | 1897 | 1900 | 1910 | 1920 | 1930 | 1940 | 1950 | 1960 | 1970 | 1981 | 1991 | 2001 | 2006 |
| 254                                                          | 503  | 622  | 638  | 651  | 708  | 739  | 800  | 847  | 724  | 594  | 464  | 385  | 332  | 243  | 296  |